# カミザーノ・ヴィチェンティーノ
カミザーノ・ヴィチェンティーノ（伊: Camisano Vicentino）は、イタリア共和国ヴェネト州ヴィチェンツァ県にある、人口約11,000人の基礎自治体（コムーネ）。

## 地理

### 位置・広がり

#### 隣接コムーネ
隣接するコムーネは以下の通り。括弧内のPDはパドヴァ県所属を示す。
- カンポドーロ (PD)
- ガッツォ (PD)
- グリジニャーノ・ディ・ゾッコ
- グルーモロ・デッレ・アッバデッセ
- ピアッツォーラ・スル・ブレンタ (PD)

### 気候分類・地震分類
気候分類では、zona E, 2277 GGに分類される。
また、イタリアの地震リスク階級 (it) では、zona 3 (sismicità bassa) に分類される。

## 姉妹都市
- Archea Olympia、ギリシャ 2000年
- Fuerte Olimpo、パラグアイ 2011年